# Évelyne Golhen
Évelyne Golhen épouse Mabey (née le 15 avril 1933 au Havre), est une ancienne joueuse de basket-ball française. Athlète de 1,70 m, elle est licenciée à l’ASAN au Havre de 1949 à 1955, et occupe le poste d'arrière. C’est en 1951, lors d'un match à Paris contre le Lutèce Olympique, qu’elle est repérée par le manager de l’Équipe de France, Robert Busnel. Elle fut la coéquipière d’Anne-Marie Colchen à l’ASAN et en équipe nationale.
Elle a joué pour l’équipe de France qui a participé au premier championnat du monde de basket-ball en 1953 au cours duquel la France s’est classée troisième derrière les États-Unis et le Chili.

## Palmarès

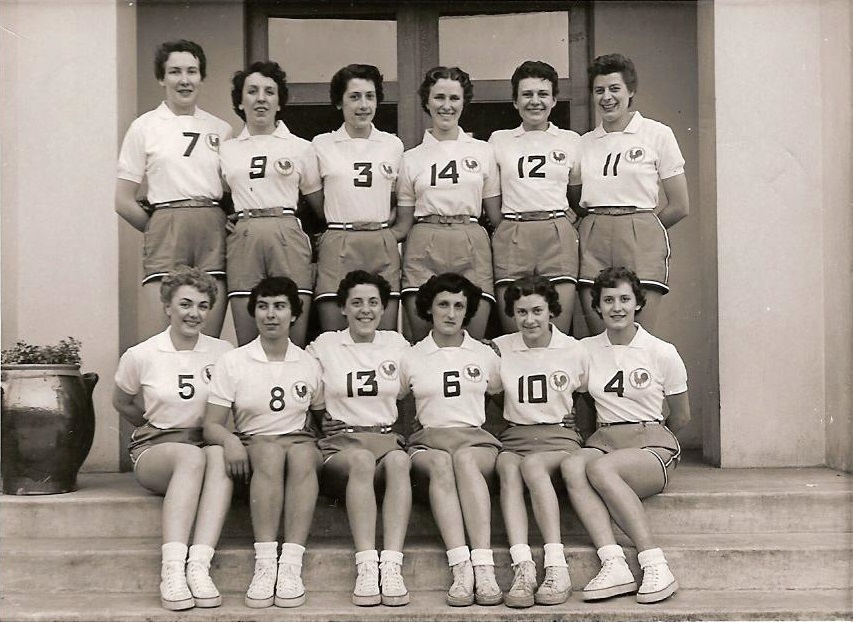
Équipe de France. À l’INSEP, au cours des préparations au premier Championnat du Monde de basket féminin 1953 à Santiago du Chili.

Parcours en compétitions internationales
Parcours en championnat du monde
- Médaille de bronze du Championnat du monde 1953 disputé à Santiago du Chili

Parcours en championnat d’Europe
- 7e du Championnat d'Europe 1952 disputé à Moscou